# Bob Rock junior
Robert Spencer „Bob“ Rock junior (* 17. Oktober 1949 in Missoula, Montana) ist ein ehemaliger US-amerikanischer Rennrodler.
1965 wurde Rock US-Meister im Ein- und Doppelsitzer bei den Junioren. 1971 erreichte er den dritten Platz bei den nationalen Meisterschaften und den 51. bei den Weltmeisterschaften. Ein Jahr später trat er bei den Olympischen Winterspielen im japanischen Sapporo an und belegte nach vier Läufen den 44. Rang.
Rock besuchte die Hellgate High School in Missoula und studierte an der University of Montana. Nach Beendigung seiner aktiven Karriere zog er nach Chandler, Arizona. 1999 half er bei der Gründung einer gemeinnützigen Einrichtung für hilfebedürftige Olympiateilnehmer.